# Samsat
Samsat (armeană Սամոսատ Samosata) este un oraș din provincia Adıyaman, Turcia.
1. ↑   http://postakodu.ptt.gov.tr/ Lipsește sau este vid: |title= (ajutor)